# Skibsfartens historie i Danmark
Skibsfartens historie i Danmark er lang og mangfoldig. I hovedsagen kan skelnes mellem:
- skibsfart mellem landets provinser,
- skibsfart på udlandet (i Europa),
- skibsfart på oversøiske områder og kolonier, samt
- transitskibsfart gennem danske farvande.
Skibsfarten har været udøvet af flere grupper. Man kan i hovedsagen skelne mellem almueskibsfart, provinskøbstædernes skibsfart, hovedstadens skibsfart og udenlandsk skibsfart (fx Hanseforbundet og nederlændinge). Historisk set har staten ofte grebet ind for at fremme eller hæmme skibsfarten, fx i form af stabelret, det vil sige en fortrinsret for bestemte steder til bestemte former for skibsfart. Andre forhold, der har spillet ind på vilkårene for skibsfarten, er skibenes størrelse (især dybgang), havneforholdene samt forandringer i behovene for varer. I ældre historisk tid har de vigtigste varer været fisk, korn og træ (både til bygnings- og brændselsformål), men også fx salt, mel, malt og øl, kød og fetalje, kvæg og heste, kalk, teglsten, salpeter, tjære og jernvarer har spillet en betydelig rolle. Fra slutningen af 1800-taller og frem til 2. verdenskrig spillede kul og koks en stor rolle. Efter 2. verdenskrig har olie spillet en særlig stor rolle.
Tidsmæssigt kan i hovedtræk skelnes mellem:
1. Den forhistoriske skibsfart,
2. Vikingetidens skibsfart,
3. Middelalderens skibsfart,
4. Renæssancens skibsfart,
5. skibsfart under enevælden,
6. Kornhandelsperioden,
7. Kampen mellem sejl og damp,
8. Mellemkrigstiden,
9. Efterkrigstiden,
10. Det 21. århundredes skibsfart.

## Middelalderens skibsfart
Den middelalderlige skibsfart og handel oplevede en meget stærk fremgang. Nye købstæder og handelspladser blev grundlagt, som oftest ved kyster på steder med gode besejlingsforhold. Sunde og bælter skilte ikke, tværtimod var farvande som ordet selv siger vande, der egnede sig til færdsel. I den middelalderlige, nordeuropæiske samfærdsel var der tre sejlruter, der berørte danske farvande:
Den første var ruten fra Ribe i Sydvestjylland mod sydvest til Nordvesttyskland, Frisland og Flandern og herfra videre til England. Ribe spillede lige fra 700-tallet og fremad en hovedrolle som Nørrejyllands eneste vestvendte havn af nogen betydning. Byen blev derfor også et af de første steder, hvor der blev bygget en kristen kirke. I vikingetiden stod byen noget i skyggen af Hedeby, der lå på østkysten af Sønderjylland, hvor halvøen er smallest og let lod sig krydse ved hjælp af floderne Ejderen og Trenen. Dette forhold ændredes imidlertid ved oprettelsen af Lybæk i 1143. Takket være sin gode beliggenhed, kapital og foretagsomhed lykkedes det efterhånden de købmænd, der havde slået sig ned i ny Lybæk, at få den øst-vestgående færdsel over Jyllands rod flyttet til forbindelsen Lybæk-Trave-Elben-Hamborg, der derefter gennem mere end hundrede år forblev hovedruten Østersøen og Nordvesteuropa. For Ribe betød dette, at ruten blev flyttet omkring hundrede kilometer længere væk sydpå samtidig med, at Limfjorden, der endnu på Knud den Helliges tid havde været åben mod vest, nu sandede helt til. Derved blev Ribe den eneste danske havn, der var åben mod vest og med forbindelse til de da i handelsmæssig henseende mest betydningsfulde egne i Nordeuropa. Ruten langs med kysten førte ned mod Friesland, hvor saltudvinding gennem tiden havde udviklet sig til en betydelig næringsvej, og Ribekøbmænd deltog virksomt i salthandelen.
Den anden rute gik fra Zuidersøen med dens talrige handelsbyer, blandt andre Stavern, Kampen, Zwolle, Utrecht, Deventer og Zutphen, norden om Jylland til Øresundsområdet og herfra videre til Østersøen. Sejlruten nord om Jylland – ummelandsfarten – viste, at skibsfarten i disse egne var nået et mere fremskredet udviklingstrin end andetsteds. At ruten gik gennem Øresund skyldtes flere forhold: dels var kystkending langs Hallandskysten og sydpå af sikkerhedsmæssige årsager af betydning, dels var Øresund den korteste vej til alle havne i Østersøen, der ligger øst for Rostock, dels opstod ved Øresunds bredder vigtige købstæder og handelsbyer som Helsingborg, København og Malmø foruden det vigtige Skånemarked, der fra 12. århundrede blev afholdt på Skanørhalvøen. Betydningen af dette marked bevidnes af, at der skønsmæssigt fra sidste halvdel af det 14. århundrede blev fisket og udført omkring 300.000 tønder eller henved 30.000 læster sild svarende til mindst et par tusinde skibsladninger.
Den tredje rute gik fra Østersøens østlige havnebyer til de nordøsttyske byer ved Østersøens vestlige ende. Samhandel mellem disse blev med tiden organiseret i den såkaldte Hansaforbund, hvor de deltagende stæder indbyrdes fastlagde rammerne for deres samvirke. Ledende i Hansaen var Lybæk. Når Lybæk fik denne styrke, skyldtes det – udover den oven for omtalte handelsvej til Hamborg – især to forhold: dels adgang til Lüneburgs saltudvinding, dels adgang til sølvet i Harzens miner. Salt var forudsætningen for sildemarkedet i Skåne. Ribe kunne ganske vist også levere salt, men fragten var besværliggjort. På Skånemarkedet blev saltet byttet til nedsaltede sild i tønder. Sølv havde betydning, idet det som værdifast emne var grundlaget for møntvæsenet. Og møntvæsenet var atter forudsætningen for at omlægge beskatningen fra landbrugets naturalier til værdibeskatning af handelsomsætningen på købstædernes torve. Lybæk havde med andre ord såvel den rette beliggenhed som to nøglevarer af betydning for handelen mellem Østersøområdet og Vest- og Mellemeuropa. Da Hansaen fik sin største udbredelse i anden halvdel af 1200-tallet, bestyrede den et nordeuropæisk handelsnet strækkende sig fra Novgorod i Rusland over Gotland, med kontakt til Øresundsområdet og Norge, og ad vandløbene Trave og Elben til Hamborg og Brügge. Hansaen udviklede en trekantshandel, hvor korn, mel og malt sejledes til Bergen i Norge, hvorfra tørret stokfisk sejledes til England og Flandern, og herfra sejledes tilbage til Lybæk med klæde.

## Renæssancens skibsfart
I begyndelsen af 1500-tallet skete der nybrud i forhold til det middelalderlige handelsmønster.
I takt med fremgangen i ummelandsfarten tiltog hollændernes betydning i Østersøhandelen på bekostning af Hansaen, og inspireret fra Holland udstedte Christian 2. i 1521 en ny bylov, som dog kun fik en kort levetid. Igennem hele 1500-tallet oplevede Europa et nyt fænomen, der egentlig havde sin baggrund i, at Christoffer Columbus i 1492 fandt søvejen til Amerika. De spanske erobrere plyndrede snart verdensdelens beboere og miner for guld og sølv. Dette blev sejlet til Spanien, og den del, der ikke blev taget af pirater i Caribien, forhøjede spaniernes købeevne. De købte især våben, og netop hollandske købmænd kunne levere kanoner, musketter og andet til krigshåndværket. Derved endte de amerikanske ædle metaller i Holland, Europas handelsmidtpunkt, og denne rigdom fremkaldte en inflation på 2-3 % gennem hele 1500-tallet. Samtidig ytrede inflationen sig i kortvarige op- og nedadgående bevægelser i kornprisen, og købmændene opdagede, at de kunne tjene store penge på at vente og sælge i rette øjeblik – med andre ord spekulere i kornlagre. Middelalderens forholdsvis faste priser fandtes ikke mere. En vares pris blev ikke mere fastlagt af en fast priskurant, men af hvad, et bevægeligt marked ville give for den her og nu. Større byers handelsorganisationer var i stand til at skabe fremgang i handelen, men formåede dog sjældent at skabe sig en egentlig, opsparet formue. Det var især de større købstæder Århus, Malmø, Ribe, Ålborg, Flensborg, Helsingør og Kolding, der således fik store handelsflåder. Tilsammen havde provinskøbstæderne omkring midten af 1600-tallet næsten 80% af skibene og 66% af skibstonnagen. Svendborg indtog en mere beskeden stilling: i 1631 opgjordes købstadens flåde til 11 fartøjer med i alt 56 læster tonnage.
I 1500-tallet oplevede Danmark et kraftigt opsving i fiskeriet, hvilket førte til dannelsen af egentlige fiskerlejer, der tillige var sysselsat med skibsfart. I takt med, at en selvstændig fiskerbefolkning dannedes, blev fiskerlejerne et naturligt sted at søge søvante matroser, og fra 1560-erne blev der sådanne steder også udskrevet mandskab til flåden. Dette skete fx på Lolland-Falster, Tåsinge og andre sydfynske øer, på Fanø, Rømø og Sild, der også havde en gammel skudehandel, endvidere på Endelave, Samsø, Tunø, Anholt og Læsø samt i de skånske, hallandske og blekingske kystegne. Eksempelvis i 1562 skulle Svendborg levere 12 såkaldte bådsmænd (matroser) og 1565 i alt 28 matroser, heraf 20 fra Tåsinge. 1657 blev udskrevet 10 matroser fra Svendborg til flåden. Ved udskrivningen 1565 omtales for første gang også fire skibsbyggere. I København blev skibsbyggerne sysselsat på Bremerholms skibsbyggeri, Holmen. Dette skulle få betydning for skibsbyggeriet i provinserne, idet de indkaldte skibsbyggere derved fik kendskab til den skibsbyggemåde, som anvendtes på Holmen – herunder brugen af savskårne planker og en mere forenklet, men mere velegnet måde at sammentømre skibene på – og denne viden tog de med sig hjem og begyndte at anvende i deres hjemmebyggede skibe.
Et andet træk i tiden var teglbrænding med tilhørende teglfragter. Fra omkring 1530 oplevede landbrugseksporten – og dermed herregårdene – gode tider med voksende efterspørgsel og stigende priser. Fra afslutningen af Den nordiske Syvårskrig (1563-1570) og indtil Kalmarkrigens udbrud (1611-1613) var der en forholdsvis lang fredsperiode, hvor de stærkt voksende tyske og hollandske byer i voksende omfang efterspurgte landbrugsvarer. Fra 1570 indtog Amsterdam en nøglestilling som indfører af korn, der gik til Nederlandenes industrielle udvikling. Ved denne efterspørgsel stod det danske korn meget stærkt, indtil baltisk korn kom ind på markedet.
De gode tider fortsatte ind i begyndelsen af 1600-tallet, og efter en kortvarig afsætningskrise under krigen 1625-1629 satte en ny opgang ind i 1630-erne, der varede til 1640-erne, hvor østbaltisk og russisk korn sænkede priserne på Danmarks afsætningsmarkeder. I 1647 indførtes derfor indførselstold på udenlandsk korn. Også kongemagten nød godt af højkonjunkturen. De store overskud, som handelen indbragte, blev blandt andet brugt til prestigebyggeri i form af slotte og herregårde. Hertil skulle bruges brændt tegl. Råvarerne hertil, egnet ler til teglfremstilling og træ til selve brændingen, fandtes de fleste steder i landet. Oftest anlagdes et teglværk derfor af hensyn til at nedbringe fragtbehovet mest muligt i nærheden af det sted, hvor byggeriet skulle finde sted, men i farvandet mellem området fra Østfyn sydover Taasinge til Ærø på den ene side og Langeland på den anden synes teglbrænding med salg at have fundet sted i et ikke ubetydeligt omfang. Behovet for kapital til bekostning af storfremstilling af og handel med brændte teglsten gjorde, at denne øjensynligt var organiseret af adelen, men til selve sejlfragten kunne anvendes skuder ejede af mindre skudehandlere, fortrinsvis købmænd, der herved fik yderligere en vare at befragte.

## Under enevælden
I årtierne efter Karl Gustav-krigene skete en fuldstændig omfordeling af den indenrigske skibsfartstonnage: før krigen havde størstedelen hørt hjemme i provinsen, men efter fredsslutningen voksede Københavns andel fra 45% i 1670 til 61% i 1698, og næsten alle fartøjer over 50 læster var hjemmehørende i hovedstaden. Denne udvikling fik også indflydelse på skibsfarten, idet der herved blev skabt en købmandsstand i hovedstaden, som var i stand til at drive en begyndende oversøisk kompagnifart, mens provinsen fortsatte med sin gamle indenrigsfart, herunder sejladsen på Norge og Hertugdømmerne. De vigtigste varer for fragt blev nu landgildekorn, toldmel, skattekorn, malt, brød, smør, ærter, saltet og røget flæsk og fisk samt brændeved, der blev fragtet dels til Københavns slot og Kongens Bryghus, dels – omend i mindre omfang – til de kongelige slotte Antvorskov, Koldinghus og Haderslevhus. Den samlede skibsfart hermed var dog beskeden, i gennemsnit havde købstæderne to-tre anløb om ugen.
I første halvdel af 1700-tallet synes den samlede, kongerigske skibsflåde at have ligget på et nogenlunde fast niveau på mellem 5000 og 7000 kmcl. Derimod svingede fordelingen mellem de enkelte landsdele og på de enkelte toldsteder åbenbart en del: således faldt Rudkøbing tolddistrikts andel fra ca. 3,1 % i 1707 til ca. 1,8 % ved århundredets midte, hvorimod Fåborg tolddistrikts andel voksede fra 2,6 % til 5,2 %, mens Svendborg tolddistrikts andel lå nogenlunde fast på henved 3,0 %.
Lave kornpriser og høje skatter i årene efter 1720 fik bønderne til at skære ned på de få fornødenheder udefra såsom salt, jern og tobak. Behovet for tilførsler af disse varer var derfor yderst beskedent, og skibsfarten måtte derfor fortrinsvis overleve på den handel og skibsfart, der skulle forsyne hovedstaden med varer.
En betydelig del af det danske landbrugs produktion blev afsat i rigets hovedstad, København, og resten af landbrugets overskudsproduktion i kongeriget og Sønderjylland gik til andre dele af helstaten, Norge og de nordatlantiske øer. Fra gammel tid havde bønderne ved Bovbjerg og Harboøre lov til selv at sejle på Norge med deres sandskuder og betale med korn for det tømmer, de havde behov for, og som ikke kunne købes i Lemvig i bunden af Limfjorden. 1733 fik bønderne på Langeland bekræftet deres gamle ret til at udføre deres produkter med egne fartøjer.
Denne udvikling skyldes flere forhold: for det første var fragtmulighederne mange: først og fremmest København havde sine store og vedvarende behov for fødevarer og brændsel, og fra Østersøen til Middelhavet var der ulige lande med ulige varer til eksport og ligeså sammensatte og store behov for import. Blandt de varer, der fortrinsvis påkaldte sin behov for varefragt, var korn, frugt, grønt, fisk, brændsel, træ og tømmer, foruden potaske og jern, desuden varer som salt, vin, tobak, krydderier og meget andet, alt i større eller mindre mængder.
Indenfor Danmarks egne grænser var der tre store rejsemål: hovedstaden, København, hvis store behov for fødevarer, brændsel og andet gav anledning til en stor, vedvarende skibsfart, dernæst Norge med dets behov for korn og omvendt eksport af træ, jern og sild, og endelig hertugdømmerne, der kunne levere mangt og meget til hjemligt forbrug og som også var aftager af danske landbrugsvarer.
Københavns vedvarende, store betydning for skibsfarten i anden halvdel af 1700-tallet lå ikke mindst i hovedstadens stærke befolkningsvækst, således voksede byens indbyggertal fra 70.514 i 1769 til 100.975 i 1801, en fremgang med ikke mindre end 43% i løbet af en menneskealder. Den voksende befolkning skulle have dækket behov for boliger (dvs. byggematerialer hertil), brændsel og fødevarer. Dette afspejledes i den fra de danske provinser indkomne skibsfartstonnage, der voksede fra 21.000 kmcl i 1769 til 32.000 kmcl i 1798. Da der kunne rummes to favne brænde pr. kmcl, har brændetilførslerne krævet mellem 10.000 og 20.000 kmcl skibsrum pr. år svarende til henved halvdelen af den indkomne skibsfartstonnage. På lignende måde voksede korntilførslerne fra 186.000 t pr år i 1750-erne til 257.000 t pr år i 1790-erne svarende til en stigning i transportbehovet fra 4650 kmcl til 6425 kmcl, eller sagt på en anden måde: det har krævet henved en fjerdedel af det samlede skibslasterum.
For Norges vedkommende synes importen af træ herfra at være af størst betydning for skibsfarten hertil: opgjort efter behov har korneksporten til Norge fyldt mindre end halvdelen af de skibe, der kom fra Norge, selvom der var store uligheder fra tolddistrikt til tolddistrikt, og en del skibe tilmed sejlede fuldtlastede til Norge men kom hjem i ballast.
For transithandelens vedkommende var det Danmarks beliggenhed mellem Østersøen på den ene side og Vesterhavet med dets omgrænsende egne Norge, England, Nederlandene og (fjernere) middelhavsområdet på den anden, der spillede ind. Behovene for råvareleverancer fra Østersø-området til den fremvoksende industri i Nordvesteuropa samt salt og luksusprægede varer som vin og tobak, gjorde Danmarks beliggenhed yderst fordelagtig og skabte mulighed for danske skibe i at deltage også i denne handel.
Fra Østersøens baltiske og sydlige havne gik korn, fortrinsvis hvede og rug, til England, Holland, Frankrig og havne i Middelhavet, og fra disse gik ikke mindst vin og salt tilbage igen. Fra havnene i Bohuslen gik sild til eksport. Fra Sverige, især Stockholm, Gävle og Norrköping, gik jern og potaske i store mængder til eksport, mens til gengæld salt blev indført. Jern blev endvidere eksporteret fra Norge. Træ blev eksporteret fra Norge, Sverige og Baltikum.
Endelig fandtes en handel på Middelhavet og på kolonierne i Indien, der altovervejende spillede en rolle for den københavnske skibsfart.

## Kornhandelsperioden
Fra 1820'ernes slutning til udgangen af kornhandelsperioden i 1870'erne var kornpriserne i fortsat stigning, omend som altid med store, årlige svingninger, men med en fast og stigende tendens indtil man ved periodens slutning tog de tredobbelte priser hjem sammenlignet med 1820'ernes dårligste tid. På landet gav det penge til alle, men flest til godsejerne, eftersom kornavl gav det bedste udbytte på store landbrug. Også skibsfarten oplevede en afsmittende virkning i form af stadigt voksende fragtbehov. Kornsalgstiden var ikke blot landbrugets men også skibsfartens gyldne tid.
Baggrunden for denne vækstbølge skal findes i flere forhold. Faktisk var landbrugsproduktionen voksende gennem hele perioden. En betydelig og regelmæssig korneksport var begyndt allerede i 1820'erne, og den var både i omfang og værdi nogenlunde fast frem til begyndelsen af 1840'erne, da både mængder og priser gik opad. Priserne var dog fortsat forholdsvis lave ind i 1830'erne. Overalt var der en kraftig befolkningsvækst med stigende efterspørgsel efter fødevarer til følge. Således voksede den danske befolkning fra 1,2 mio. i 1834 til 1,6 mio. i 1860. Den faldende dødelighed må ses som et udslag af en rigeligere ernæring. Langt vigtigere var imidlertid den modsvarende befolkningsvækst i Storbritannien. Indtil udgangen af 1820-erne kunne engelsk landbrug tilsvarende øge sin produktion, men fra begyndelsen af 1840-erne begyndte efterspørgslen mere hyppigt at overstige udbuddet, og det betød højere priser. Samtidig skete der en afvikling af det britiske beskyttelsessystem: 1842 ophævedes tolden på indførsel af kvæg, og korntolden blev nedsat, og fra 1847 ophørte toldbeskyttelsen for korn. Denne udvikling gjorde, at landbrugets udførsel blev stadig mere rettet imod det engelske marked: hvor Storbritannien i 1820-erne aftog omkring en femtedel af den samlede udførsel fra Helstaten, var denne andel vokset til omkring halvdelen i 1850. Denne udvikling var sandsynligvis endnu mere udtalt for de kongerigske dele af Helstaten. Med bortfaldet af den engelske, glidende korntoldskala ændredes salgsvilkårene grundlæggende: det drejede sig herefter ikke mere om at få kornet afskibet med så kort varsel som muligt men alene om billig fragt. Kornafskibningen fra Danmark kom nu til at foregå om sommeren og om efteråret, da der var størst udbud af tonnage, og hvor der ikke var fare for tilfrysning af farvandene.
Sideløbende hermed udbyggedes fragtnettet, blandt andet anlagdes Bandholm havn 1839-1840. Skibene blev større. Handelsflådens samlede tonnage blev omtrent fordoblet mellem 1830 og 1860, altovervejende i form af sejlskibe.

## Kampen mellem sejl og damp
Omkring 1880 indtraf en krise, der fik afgørende indflydelse på skibsfarten: store udbud af korn fra Amerika og Rusland bevirkede, at kornpriserne faldt voldsomt. Danmark ophørte med at udføre korn. Guldproduktionen var faldende samtidig med, at flere lande gik over til guldmøntfod, hvilket bevirkede et almindeligt prisfald. Dette fik til følge, at der opstod et overskud af fragtskibstonnage. Det blev vanskeligere at få fragter, og fragterne faldt. Dertil kom den voksende konkurrence fra dampskibene, der blandt andet helt overtog kvægeksporten.
Nok så vigtig for skibsfarten var skiftet fra sejlskibs- til damp- og motorskibssejlads fra slutningen af 1800-tallet, der indebar en ændring i kravene til besejlingsforholdene i retning af dybere sejlrender og havne omtrent samtidigt med, at de talrige jernbaneanlæg ændrede anløbsstedernes oplandsforhold på afgørende måde. Derved skete der tillige en ændring i de ulige skibsfartsbebyggelsers betydning: gamle ladepladser og købstæder med forholdsvis lavvandede skibbroer og havne mistede betydning, hvorimod byer og steder med dybe havne tiltog i betydning.
Skiftet fra sejl til damp og motor kan belyses med følgende oversigt
| År   | Antal sejlskibe (over 4 RT) | Tonnage (BRT) | Antal motorskibe | Tonnage (BRT) | Antal Dampskibe | Tonnage (BRT) | I alt antal skibe | Tonnage (BRT) |
| ---- | --------------------------- | ------------- | ---------------- | ------------- | --------------- | ------------- | ----------------- | ------------- |
| 1832 | -                           | 64.600        | -                | -             | -               | -             | 1.646             | 64.600        |
| 1839 | -                           | 65.400        | -                | -             | -               | -             | 1.558             | 65.400        |
| 1845 | -                           | 76.032        | -                | -             | -               | 768           | 1.834             | 76.800        |
| 1852 | -                           | 100.842       | -                | -             | -               | 2.058         | 2.103             | 102.900       |
| 1856 | -                           | 129.164       | -                | -             | -               | 2.636         | 2.365             | 131.800       |
| 1862 | -                           | 133.084       | -                | -             | -               | 4.116         | 2.763             | 137.200       |
| 1879 | 3.713                       | 210.871       | -                | -             | 190             | 46.651        | 2.903             | 257.522       |
| 1895 | 3.010                       | 178.906       | -                | -             | 401             | 144.099       | 3.411             | 322.965       |
| 1896 | 3.000                       | 172.537       | -                | -             | 418             | 163.171       | 3.418             | 335.708       |
| 1897 | 2.996                       | 162.931       | -                | -             | 436             | 180.709       | 3.432             | 343.640       |
| 1898 | 3.020                       | 158.155       | -                | -             | 476             | 223.134       | 3.496             | 381.289       |
| 1899 | 3.047                       | 155.271       | -                | -             | 497             | 255.198       | 3.544             | 410.469       |
| 1900 | 3.017                       | 146.900       | -                | -             | 483             | 247.353       | 3.500             | 394.253       |
| 1901 | 3.026                       | 142.524       | -                | -             | 497             | 256.548       | 3.523             | 399.072       |
| 1902 | 3.087                       | 143.837       | -                | -             | 502             | 270.442       | 3.589             | 414.279       |
| 1903 | 3.121                       | 138.723       | -                | -             | 508             | 291.630       | 3.629             | 430.353       |
| 1904 | 3.130                       | 135.580       | -                | -             | 549             | 317.532       | 3.679             | 453.112       |
| 1905 | 3.126                       | 130.090       | -                | -             | 572             | 331.225       | 3.698             | 461.315       |
| 1906 | 3.161                       | 121.580       | -                | -             | 606             | 372.740       | 3.767             | 494.320       |
| 1907 | 3.266                       | 121.217       | -                | -             | 641             | 402.003       | 3.907             | 523.220       |
| 1908 | 2.497                       | 108.134       | 690              | 8.197         | 645             | 401.659       | 3.832             | 517.900       |
| 1909 | 2.441                       | 106.732       | 738              | 8.658         | 652             | 406.365       | 3.831             | 521.755       |
| 1910 | 2.251                       | 100.822       | 754              | 8.572         | 643             | 412.057       | 3.648             | 521.451       |
| 1911 | 2.147                       | 94.166        | 775              | 8.220         | 640             | 411.595       | 3.562             | 513.981       |
| 1912 | 2.062                       | 91.188        | 860              | 15.519        | 642             | 415.436       | 3.564             | 522.145       |
| 1913 | 1.970                       | 89.880        | 941              | 29.598        | 642             | 421.466       | 3.553             | 540.944       |
| 1914 | 1.906                       | 86.027        | 1.060            | 42.361        | 672             | 433.928       | 3.638             | 562.316       |
| 1915 | 1.874                       | 96.280        | 1.128            | 59.200        | 664             | 432.076       | 3.666             | 587.556       |
| 1916 | 1.773                       | 121.357       | 1.163            | 61.794        | 634             | 412.101       | 3.570             | 595.252       |
| 1917 | 1.592                       | 97.374        | 1.269            | 64.480        | 536             | 339.107       | 3.397             | 500.961       |
| 1918 | 1.559                       | 96.345        | 1.311            | 61.335        | 496             | 313.309       | 3.366             | 470.989       |
| 1919 | 1.584                       | 103.392       | 1.463            | 81.621        | 514             | 333.828       | 3.561             | 518.841       |

Oversigten viser:
1. at talmæssigt spillede sejlskibene en hovedrolle i handelsflåden frem til og med 1. verdenskrig. Tonnagemæssigt blev de dog allerede i midten af 1890-erne overgået af dampskibene.
2. at dampskibene talmæssigt var forholdsvis få, til gengæld størrelsesmæssigt meget store og derfor fra 1897 og frem helt dominerende i handelsflådens samlede skibstonnage.
3. at motorskibe (herunder sejlskibe med motor) hurtigt vandt frem som et mere tilpasningsdygtigt alternativ til dampskibene, end de "rene" sejlskibe kunne være. Bag væksten gemmer sig givetvis adskillige sejlskibe, der blot fik tilføjet motor. Dette synes især at være sket lige før verdenskrigen.

## Mellemkrigstiden
Mellemkrigstiden var en krisetid og tillige en tid, hvor betydningen af en god havn tydeligt viste sig. Til trods for det veludbyggede jernbanenet og bilfærdslens begyndende fremvækst var netop gode og dybe havne medvirkende til at fremme en bys næringsliv og omsætning – ikke blot søfarten, men tillige engroshandel og industri viste tydelige træk i retning af at blive lagt i gode havnebyer. Banenet og biler fik derimod indflydelse på havnenes oplande (baglande).
Blandt 35 byer (Hovedstaden fraregnet), hvis ind- og udgående godsmængde i 1929 tilsammen udgjorde 50.000 tons eller mere, indtog Ålborg-Nørresundby en klar førsteplads med 2.012.000 T efterfulgt af Århus med 1.371.000 T, Esbjerg med 826.000 T, Odense med 652.000 T, Nyborg med 435.000 T og Fredericia med 344.000 T. En godsomsætning over 200.000 T havde desuden Horsens, Randers, Nakskov, Korsør, Vejle, Kolding og Svendborg, mens Køge, Nykøbing Falster, Haderslev, Stege, Holbæk, Frederikshavn, Sønderborg, Rønne, Åbenrå og Kalundborg alle havde en godsomsætning over 100.000 T. For de fleste skyldes deres stilling enten eksportindustri eller vareudførsel (fx cementindustrien i Ålborg-Nørresundby, landbrugsvarer fra Esbjerg til England, sukkerindustrien i Stege, brosten i Rønne) eller omvendt en rolle som centrale importhavne for et stort bagland (Århus, Odense, Nyborg, Nakskov og Korsør), mens Fredericias stilling skyldtes den derværende industris importbehov.
Byer som Haderslev, Svendborg og Sønderborg havde fast rutefart på Hamborg, Frederikshavn derimod på Christianssand, Oslo og Gøteborg. De fleste andre danske havnebyer havde fast rutefart på København, der indtog en særstilling derved, at ikke mindre end 91% af landets samlede tonnage af laste- og passagerskibe på 20 BRT eller mere hørte under rederier her, og denne andel øgedes til 96% for større skibe (over 700 BRT).
For engroshandelens vedkommende forekom omsætning på 100 mill. kr. eller derover kun i byer med havnedybder over 7 m, 30 mio. kr. eller derover kun i byer med havnedybder over 5 m, mens lavere omsætning forekom i byer med mindre havnedybde og i byer helt uden havn.